# Pinet (Erau)
Pinet és un municipi occità del Llenguadoc, en el departament de l'Erau, a la regió d'Occitània.